# Antipodarctus aoteanus
Antipodarctus aoteanus е вид десетоного от семейство Scyllaridae. Видът не е застрашен от изчезване.

## Разпространение и местообитание
Разпространен е в Нова Зеландия (Северен остров).
Обитава крайбрежията на морета в райони със субтропичен климат.